# Parodia

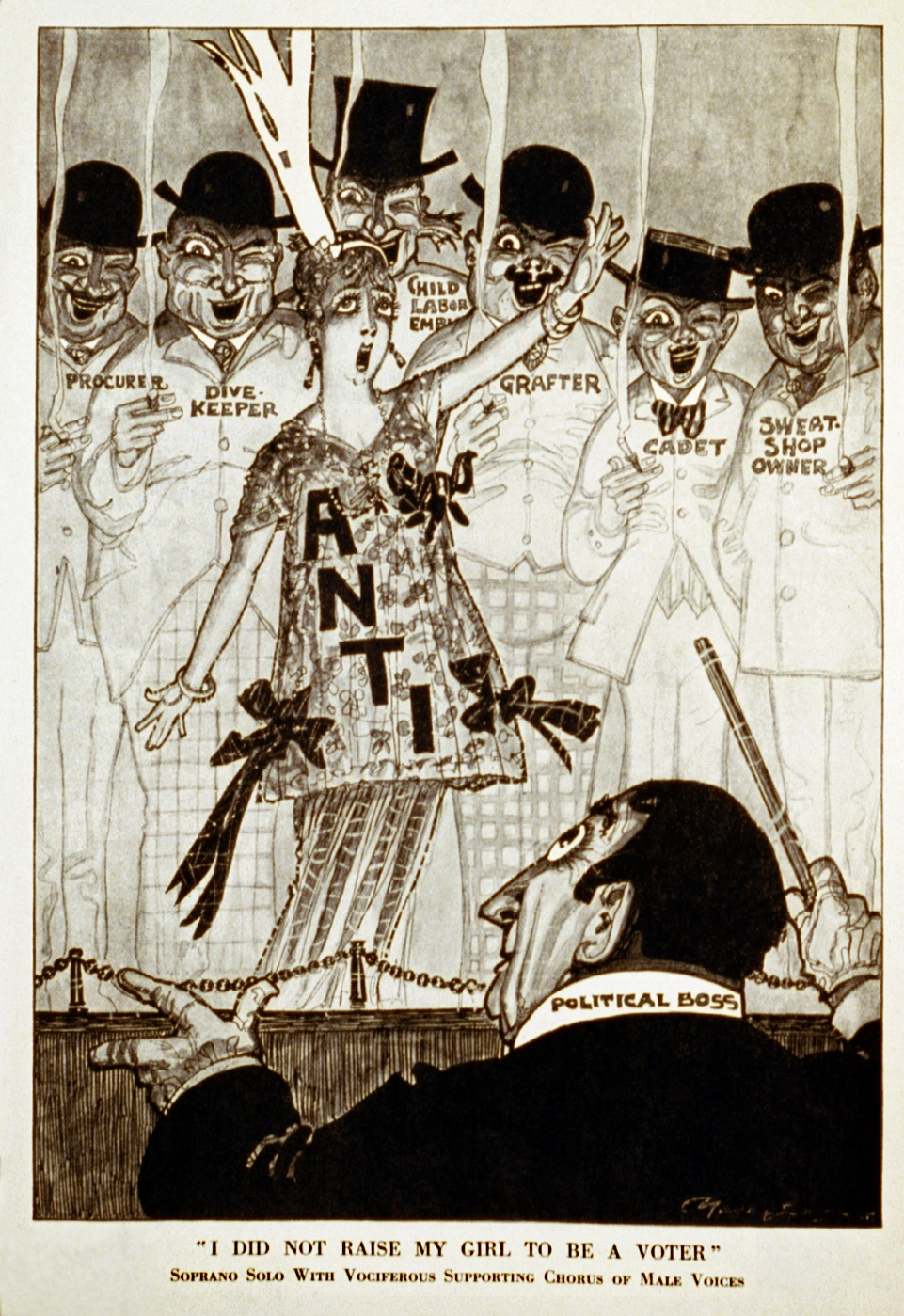
Satyryczny komiks polityczny, który ukazał się w magazynie „Puck” 9 października 1915. Podpis „Nie wychowałem mojej dziewczyny na wyborcę” parodiuje antywojenną piosenkę „I Didn’t Raise My Boy to Be a Soldier”

Parodia (gr. παρῳδία parōidía od παρά pará „poza (czym); obok; mimo” i ᾠδή ōidḗ – „pieśń”) – odmiana parafrazy, która spełnia funkcję humorystyczną (rodzaj zabawy literackiej) bądź satyryczną (używana jako element polemiki).

## Opis
Parodia jest szczególnie wyrazistą formą stylizacji, która może łączyć się z różnymi gatunkami literackimi, w szczególny sposób z epigramatem, posługując się często jego językiem, zwłaszcza w finalnych puentach. Istotą parodii jest obraz dzieła, stylu itp. o charakterze komicznym. Jednak niekoniecznie jest to typowy komizm wyrażany głośnym śmiechem; istniejące w parodii różne rodzaje humoru, ironii, wywoływać mogą śmiech bardziej subtelny. Parodię stosuje też wiele kabaretów.
Parodia często skierowana jest przeciwko czemuś lub komuś. Nosi takie znamiona zwłaszcza w swej odmianie politycznej, będąc środkiem krytyki, sposobem walki. Jej rozkwit jako gatunku ma miejsce przede wszystkim w systemach politycznych uniemożliwiających swobodny przepływ myśli, nasilając się w okresach niepokojów politycznych i społecznych. Jest to nowsza odmiana parodii. Znana była już w starożytności i średniowieczu, kiedy w przeważającej większości miała pozytywny charakter, a u jej podstaw leżał zachwyt nad parodiowanym obiektem.

## Parodia w filmie
Za prekursora filmowej parodii uważa się Mela Brooksa, który w 1974 roku stworzył pierwszy film o charakterze wyraźnie parodystycznym Płonące siodła (1974), osadzony na Dzikim Zachodzie pastisz popularnych w latach 50. i 60. westernów. Kolejne filmy tego reżysera zainspirowały trio reżyserskie Zucker-Abrahams-Zucker do stworzenia innych znanych pozycji wśród filmowych parodii, m.in. Czy leci z nami pilot? (1980) czy cyklu Naga broń (1988, 1992, 1994). Od momentu powstania horroru komediowego Keenena Ivory’ego Wayansa Straszny film (2000) powstają liczne, zróżnicowane pod względem poziomu parodie. Najpopularniejsze z nich to To nie jest kolejna komedia dla kretynów (2001), Komedia romantyczna (2006) czy Totalny kataklizm (2008).

## Parodia a prawo autorskie
W polskim prawie brak definicji parodii, stąd zastosowanie ma art. 2 Ustawy o prawie autorskim Opracowanie cudzego utworu, w szczególności tłumaczenie, przeróbka, adaptacja, jest przedmiotem prawa autorskiego bez uszczerbku dla prawa do utworu pierwotnego.